# 佩奇代韦切尔
佩奇代韦切尔，是匈牙利巴兰尼亚州所辖的一个村。总面积4.74平方公里，总人口98，人口密度20.7人/平方公里（2011年1月1日）。